# Victor Lanoux
Victor Lanoux (Parijs, 18 juni 1936 - Royan, 4 mei 2017) was een Frans acteur, toneelschrijver, toneelregisseur en filmproducent.

## Leven en werk

### Afkomst, opleiding en eerste stappen
Victor Robert Nataf werd in Parijs geboren als zoon van een Joods-Tunesische vader en van een Normandische moeder. Aan het begin van de Tweede Wereldoorlog werd hij door zijn ouders in veiligheid gebracht op het platteland in de Creuse waar hij tot zijn elf jaar verbleef onder de naam 'Victor Lanoux'.
Hij ging aan de slag als arbeider in de tuin- en landbouw en in de Simcafabrieken vooraleer hij een contract tekende om als parachutist in de Algerijnse Oorlog te dienen.
Enkele jaren later werd Lanoux als technicus aangeworven door de Studios de Boulogne. In die functie kon hij van dichtbij kennis maken met het acteurschap. Hij was zo in de ban van het acteertalent van Anthony Quinn op de set van Delannoy's Notre-Dame de Paris (1956) dat hij besloot acteerlessen te volgen om ook acteur te worden.
In 1961 debuteerde Lanoux samen met zijn vriend Pierre Richard in de wereld van het cabaret. Vijf jaar lang brachten ze hun sketches in de cabaretten van de Rive Gauche.

### Film- en toneeldebuut
In 1965 bezorgde René Allio hem zijn eerste rol in het drama La Vieille Dame indigne. Hij speelde de kleinzoon van een oude vrouw die, na een lang leven van familiale dienstbaarheid en na de dood van haar man, tot grote verbijstering van haar kinderen haar eigen weg gaat en het volle leven nog wat wil opsnuiven. Zijn vertolking trok de aandacht van acteur en toneelregisseur Georges Wilson, de directeur van het Théâtre national de Paris. Lanoux trad toe tot het gezelschap en gedurende de rest van de jaren zestig vertolkte hij er hoofdzakelijk Shakespeare, Corneille, Giraudoux en Brecht.
Aan het begin van de jaren zeventig schreef hij twee toneelstukken (Le Tourniquet en Le Péril bleu ou Méfiez-vous des autobus), regisseerde ze en maakte zelf deel uit van de cast. Na die periode was hij nog slechts sporadisch op de bühne te zien. Hij schreef wel nog twee andere toneelstukken: La Ritournelle (1989) en Drame au concert (1994).

### De topperiode: 1975-1986
Voor nieuwe filmrollen was het wachten tot 1973 toen Lanoux enkele opgemerkte rollen speelde in twee van de allerlaatste films van Jean Gabin: de zoon van patriarch Gabin in het gerechtsdrama L'Affaire Dominici en een gangster in het misdaaddrama Deux hommes dans la ville. 
De volgende jaren deed Lanoux enkele belangrijke ontmoetingen met cineasten zoals Yves Boisset en Pierre Granier-Deferre. Met Boisset draaide hij in 1975 twee films: het antiracistisch drama Dupont Lajoie waarin hij een snoeverige norse oudgediende van de Algerijnse Oorlog vertolkte en de misdaadfilm Folle à tuer. Datzelfde jaar brak hij door met de romantische tragikomedie Cousin, cousine waarin hij een zachte en gevoelige man gestalte gaf. In dezelfde periode deed ook Pierre Granier-Deferre twee keer een beroep op Lanoux' talent. Zoals de titel aangeeft was Adieu poulet een politiefilm. Die werd gevolgd door het drama Une femme à sa fenêtre waarin Romy Schneider een passionele liefde voor hem opvat. Beide films waren succesrijk aan de kassa. Twee nieuwe successen volgden vlug daarna: Un éléphant ça trompe énormément (1976) en Nous irons tous au paradis (1977), Yves Roberts komische tweeluik over het wedervaren van een groepje vrienden. De komedie La Carapate (1978) waarin Lanoux de affiche deelde met zijn vriend Pierre Richard was een van de vele kaskrakers van Gérard Oury.
Datzelfde jaar richtte hij 'Les Films de la Drouette' op, een maatschappij die verscheidene van zijn films hielp produceren: Un si joli village, Les Chiens, Une sale affaire, Boulevard des assassins en Au bout du bout du banc. 
In Le Lieu du crime (André Téchiné, 1986) vertolkte hij de door Catherine Deneuve verlaten echtgenoot. Dit drama van een uiteenvallende familie vormde het sluitstuk van Lanoux' gloriejaren in de langspeelfilm. Yves Roberts komedie Le Bal des casse-pieds(1992) vormde zijn laatste commercieel succes. Daarna werkte Lanoux nog maar zelden voor het grote scherm.
Lanoux speelde mee in heel wat komedies. Zijn ervaring in de wereld van het cabaret kwam hem daarbij goed van pas. Hij was evenzeer te zien in misdaadfilms waarin hij nogal eens de rol van commissaris of inspecteur voor zijn rekening nam. Hij was echter meer te zien als gemene politieman, corrupte politicus of (ex-)gevangene. 

### Televisie
Lanoux was sinds het begin van de jaren zestig ook actief in de televisiewereld. Hij was te zien in ongeveer vijfentwintig televisiefilms en een tiental series waaronder Le Théâtre de la jeunesse (1962-1964) en Les Enquêtes du commissaire Laviolette waarin hij de titelrol van een gepensioneerde politiecommissaris voor zijn rekening nam (2006-2016). Bij het brede publiek is hij vooral bekend voor zijn titelrol in de serie Louis la Brocante (1998-2014).

### Privéleven
Hij heeft een langdurige relatie gehad met actrice Marie-José Nat. In 2008 huwde hij met de Véronique Langlois. 
Lanoux overleed in 2017 op 80-jarige leeftijd aan de gevolgen van een beroerte.

## Filmografie (langspeelfilms)
- 1965 - La Vieille Dame indigne (René Allio)
- 1972 - Trois milliards sans ascenseur (Roger Pigaut)
- 1973 - L'Affaire Dominici (Claude Bernard-Aubert)
- 1973 - Elle court, elle court la banlieue (Gérard Pirès)
- 1973 - Deux hommes dans la ville (José Giovanni)
- 1973 - Je sais rien, mais je dirai tout (Pierre Richard)
- 1975 - Dupont Lajoie (Yves Boisset)
- 1975 - Folle à tuer (Yves Boisset)
- 1975 - Adieu poulet (Pierre Granier-Deferre)
- 1975 - Cousin, cousine (Jean-Charles Tacchella)
- 1976 - Une femme à sa fenêtre (Pierre Granier-Deferre)
- 1976 - Un éléphant ça trompe énormément (Yves Robert)
- 1977 - Le Passé simple (Michel Drach)
- 1977 - Un moment d'égarement (Claude Berri)
- 1977 - Nous irons tous au paradis (Yves Robert)
- 1977 - Servante et maîtresse (Bruno Gantillon)
- 1978 - La Carapate (Gérard Oury)
- 1979 - Les Chiens (Alain Jessua)
- 1979 - Un si joli village (Étienne Périer)
- 1979 - Au bout du bout du banc (Peter Kassovitz)
- 1980 - Retour en force (Jean-Marie Poiré)
- 1981 - La Revanche (Pierre Lary)
- 1981 - Une sale affaire (Alain Bonnot)
- 1982 - Y a-t-il un Français dans la salle ? (Jean-Pierre Mocky)
- 1982 - Boulevard des assassins (Boramy Tioulong)
- 1983 - Stella (Laurent Heynemann)
- 1983 - Un dimanche de flic (Michel Vianey)
- 1984 - La Triche (Yannick Bellon)
- 1984 - Louisiane (Philippe de Broca)
- 1984 - Canicule  (Yves Boisset)
- 1984 - Les Voleurs de la nuit (Samuel Fuller)
- 1984 - La Smala (Jean-Loup Hubert)
- 1985 - National Lampoon's European Vacation (Amy Heckerling)
- 1986 - Le Lieu du crime (André Téchiné)
- 1987 - Sale Destin (Sylvain Madigan)
- 1989 - L'Invité surprise (Georges Lautner)
- 1992 - Le Bal des casse-pieds (Yves Robert)
- 1996 - Les Démons de Jésus (Bernie Bonvoisin)
- 1998 - Les Grandes Bouches (Bernie Bonvoisin)
- 2001 - Reines d'un jour (Marion Vernoux)

## Nominaties
- 1976 - Cousin, cousine : César voor beste acteur
- 1976 - Adieu poulet : César voor beste acteur in een bijrol
- 1989 - Molière voor beste auteur voor La Ritournelle

## Publicaties
- Victor Lanoux: Le Tourniquet, L'Avant-scène théâtre (tijdschrift) n°520, Paris, 1973
- Victor Lanoux: Le Péril bleu ou Méfiez-vous des autobus, L’Avant-scène théâtre n°556, Paris, 1975
- Victor Lanoux: L’Ouvre-boîte (Canadese titel van Le Tourniquet), Leméac, Montréal, 1976
- Jérôme Chodorov (vertaling door Victor Lanoux): Voisin Voisine, L’Avant-scène théâtre n°786, Paris, 1986
- Victor Lanoux: Laissez flotter les rubans (getuigenis over zijn beroerte), Le Cherche midi, coll. Documents, 2009
- Victor Lanoux: Deux heures à tuer au bord de la piscine (autobiografie), Le Cherche midi, coll. Documents, 2014

- Biblioteca Nacional de España: XX1515933
- Bibliothèque nationale de France: cb14653686q (data)
- Gemeinsame Normdatei: 172217679
- International Standard Name Identifier: 0000 0000 7825 7341
- Library of Congress Control Number: no00031303
- Nationale Bibliotheek van Tsjechië: xx0161991
- Nationale Bibliotheek van Polen: a0000003627322
- Nederlandse Thesaurus van Auteursnamen: 070844410
- SNAC: w6fr0fwg
- Système universitaire de documentation: 084660694
- Virtual International Authority File: 103945585
- WorldCat: E39PBJpdTj8yq4dRvXpRGBxhpP